# William Volker Fund
La William Volker Fund fue una fundación benéfica establecida en 1932 por el empresario y magnate de muebles para el hogar William Volker, originario de Kansas City, Misuri. Volker creó la fundación con el propósito de ayudar a los necesitados, reformar los sistemas educativos y de atención médica de Kansas City y combatir la influencia de la política de máquinas en el gobierno municipal. Tras la muerte de Volker en 1947, el sobrino de Volker, Harold W. Luhnow continuó la misión anterior de la fundación, pero también lo utilizó para promover y difundir ideas sobre la economía de libre mercado. Durante el mandato de Luhnow como administrador principal, William Volker Fund fue una de las pocas organizaciones libertarias con cantidades significativas de dinero a su disposición, lo que la convirtió en un líder clave en el desarrollo de los movimientos libertarios y conservadores modernos de los Estados Unidos.

## William Volker y el origen de la fundación
William Volker nació en Hannover, Alemania, en 1859, y su familia emigró a los Estados Unidos en 1871, estableciéndose en Chicago en octubre, después de que el Gran Incendio destruyera parcialmente la ciudad. Según su biografía oficial, Volker "vio las operaciones de un vasto sistema espontáneo de ayuda apoyado por personas caritativas de todos los sectores del mundo" (23). Según la tradición familiar, el evento convenció a Volker del poder de la caridad privada. Cuando era joven, Volker se mudó a Kansas City, Misuri, donde comenzó un negocio de muebles para el hogar, William Volker & Co., que vendía marcos para cuadros, persianas y otros muebles para el hogar. A medida que su fortuna aumentaba a principios de la década de 1900, secretamente comenzó a regalar la mayor parte.
Debido a su caridad secreta, los lugareños apodaron a Volker "Sr. Anónimo" y se convirtió en una figura importante en la vida pública de Kansas City. Se convirtió en un importante reformador civil progresista en la ciudad que ayudó a crear importantes programas de bienestar social como la Junta de Indultos y Libertad Condicional y la Junta de Bienestar Público.
En 1932, Volker reservó la mitad de su fortuna en el William Volker Charities Fund. Los artículos de incorporación de la fundación afirmaban que "cuidaría a los enfermos, ancianos y desamparados"; "proporcionaría medios y facilidades para la mejora física, mental, moral y espiritual de las personas"; "mejoraría las condiciones de vida y de trabajo"; y brindaría "educación y servicios educativos" (209-210).

## Harold Luhnow y la gestión post-Volker
Cuando William Volker murió en 1947, su sobrino Harold W. Luhnow tomó el control de William Volker & Co. y también se convirtió en el jefe de la junta directiva del William Volker Charities Fund. Edmund W. Kitch señala en el "El fuego de la verdad: un recuerdo del derecho y la economía en Chicago, 1932-1970":
William Volker no tenía hijos y había contratado a Harold W. Luhnow, hijo de su hermana Emma, para que trabajara para él. Nacido y criado en Chicago, Luhnow se graduó de la Universidad Estatal de Kansas en 1919 y poco después comenzó a trabajar para la empresa. Luhnow "estuvo involucrado con un grupo que logró derrocar la máquina Pendergast en Kansas City", que lo familiarizó con Loren B. Miller del Instituto de Investigación Cívica. La fundación tenía activos en 1947 por el valor de aproximadamente $15 millones. Funcionó con un solo miembro del personal profesional, Herbert Cornuelle (1949–53) y Ken Templeton. En la década de 1960, la empresa y la fundación se trasladaron a Burlingame, California. La fundación se disolvió después de la muerte de Luhnow y sus activos se distribuyeron a organizaciones benéficas locales de Kansas City y a la Institución Hoover de la Universidad de Stanford.
Bajo la administración de Luhnow, la fundación cambió su enfoque de las organizaciones benéficas en el área de Kansas City y comenzó a perseguir una serie de estrategias para aumentar la aceptación del pensamiento de la vieja derecha y la economía austriaca en los Estados Unidos. La dedicación de Luhnow a las ideas de derecha y libertarias creció a partir de su asociación con Loren "Red" Miller en la Oficina de Investigación del Gobierno, una fundación de "buen gobierno" con sede en Detroit. Durante la década de 1930, Miller ayudó a Luhnow a socavar la máquina Pendergast en Kansas City y Miller presentó a Luhnow a intelectuales y figuras públicas que compartían la hostilidad de los empresarios hacia la política de las máquinas. Durante este período, Luhnow leyó libros como Camino de servidumbre de F. A. Hayek y se convirtió en un defensor del liberalismo clásico.
Luhnow estaba interesado en las teorías de la economía política que generalmente se denominan "libertarias" o "liberales clásicas", pero que en varias ocasiones se las ha llamado "conservadoras", "neoliberales", "radicales de derecha", "liberales de los siglos XVIII y XIX" o straussianas. A medida que crecía el compromiso de Luhnow con estas ideas, utilizó la Fundación Volker para hacer contribuciones considerables a causas libertarias y conservadoras. La fundación fue fundamental para llevar a Friedrich Hayek a la Universidad de Chicago. También ayudó a apoyar a muchos otros académicos liberales clásicos que en ese momento no podían obtener puestos en universidades estadounidenses, como Ludwig von Mises y Aaron Director. A través de su subsidiaria National Book Foundation, la Fundación Volker regaló libros escritos por académicos libertarios y conservadores a bibliotecas universitarias en todo Estados Unidos. La National Book Foundation distribuyó libros de una amplia gama de autores influyentes, incluidos Eugen von Böhm-Bawerk, Gordon H. Clark, Hayek, Mises, Roscoe Pound, Leo Strauss, Eric Voegelin y muchos otros.
Bajo la administración de Luhnow, la fundación ayudó a la entonces pequeña minoría de académicos de la vieja derecha a reunirse, discutir e intercambiar ideas. El capitalismo y la libertad de Milton Friedman, La libertad y la ley de Bruno Leoni y Los fundamentos de la libertad de Hayek fueron influenciados por las ideas discutidas en tales reuniones. Entre sus contribuciones más importantes a tales conferencias académicas, la fundación apoyó la participación de América del Norte en la primera reunión de la Sociedad Mont Pelerin en 1947.
Bajo la dirección del "reclutador maestro" F. A. Harper, la fundación reclutó sistemáticamente a varios eruditos libertarios y conservadores jóvenes. Estos investigadores y empleados eventualmente se convirtieron en figuras importantes de la derecha estadounidense. Entre los empleados notables se encontraba un joven Murray Rothbard que comenzó a trabajar para la fundación en 1951 y escribió reseñas de libros para la misma hasta 1962. Rose Wilder Lane también contribuyó con reseñas de libros. Los pioneros prominentes de la derecha cristiana, Rousas John Rushdoony y Gary North, también ganaron notoriedad temprana debido a su asociación con la Fundación Volker.
Además de sus propias actividades, la Fundación Volker también ayudó a apoyar la formación de varias instituciones complementarias, incluida la Sociedad Intercolegial de Individualistas (ISI, por sus siglas en inglés), que luego pasó a llamarse Instituto de Estudios Intercolegiados, y la Fundación para la Educación Económica (FEE). También trabajó en estrecha colaboración con iniciativas caritativas similares, como la Fundación Earhart y la Fundación Relm.

## Controversia y colapso
A principios de la década de 1960, la gestión de la fundación por parte de Luhnow se volvió cada vez más inconsistente y, a principios de 1963, de repente despidió a la mayor parte de su personal, incluidos Harper y Rothbard. Harper continuó la naturaleza básica y el espíritu de su trabajo en la Fundación Volker al crear el Institute for Humane Studies. Luhnow contrató a Ivan R. Bierly, un exmiembro del personal de la Fundación para la Educación Económica. Luhnow reorganizó la Fundación Volker como el Centro de Estudios Estadounidenses y puso fin a los compromisos caritativos de la fundación con las instituciones de Kansas City. Bierly reclutó a William T. Couch, R. J. Rushdoony y David Leslie Hoggan para dirigir el nuevo centro. Rushdoony contrató a su futuro yerno, Gary North, como pasante de verano en 1963.
Inmediatamente, Rushdoony y Hoggan se convirtieron en pararrayos de controversia. Rushdoony, un ministro presbiteriano conservador, alienó a muchos de los partidarios seculares y no protestantes de la fundación y fue despedido por Bierly. Hoggan fue aún más controvertido por sus simpatías explícitamente pro-Hitler y pro-nazi. Fue despedido poco después de Rushdoony.
La controversia Rushdoony/Hoggan dejó a Bierly y Couch luchando por encontrar apoyo para el centro incluso cuando Luhnow envejecía y enfermaba y ya no podía apoyar a la organización. Cortejaron a la Universidad de Stanford y la Institución Hoover con varios millones de dólares del dinero restante de Volker solo para ser rechazados. El centro resultó de corta duración y cerró a fines de 1964 cuando Couch y Bierly no consiguieron el apoyo de Stanford y Hoover. Una década más tarde, el resto del dinero de la Fundación Volker, que ascendía a unos siete millones de dólares, se destinó a la Institución Hoover. Los archivos de la fundación han desaparecido.